# Кыштымский городской округ
Кышты́мский городско́й о́круг — муниципальное образование в Челябинской области России.
Административный центр — город Кыштым.
Соответствует административно-территориальной единице город областного подчинения Кыштым.

## География
Расположен в северной части Челябинской области. Площадь 763 км².
Основными водоёмами являются озера Сугомак, Большая и Малая Акуля, Тайги, Увильды, Казгалы, Кыштымские пруды, Анбаш и реки Кыштым, Егоза и Сугомак.
Городской округ имеет транспортные связи с областным центром городом Челябинском и центром Уральского федерального округа городом Екатеринбургом. Развита автодорожная и железнодорожная сеть
Граничит с шестью муниципальными образованиями Челябинской области: на севере с Каслинским муниципальным районом, на западе с Верхнеуфалейским городским округом и Нязепетровским муниципальным районом, на юге с Карабашским городским округом и Аргаяшским муниципальным районом, на востоке с Озёрским городским округом.

## История

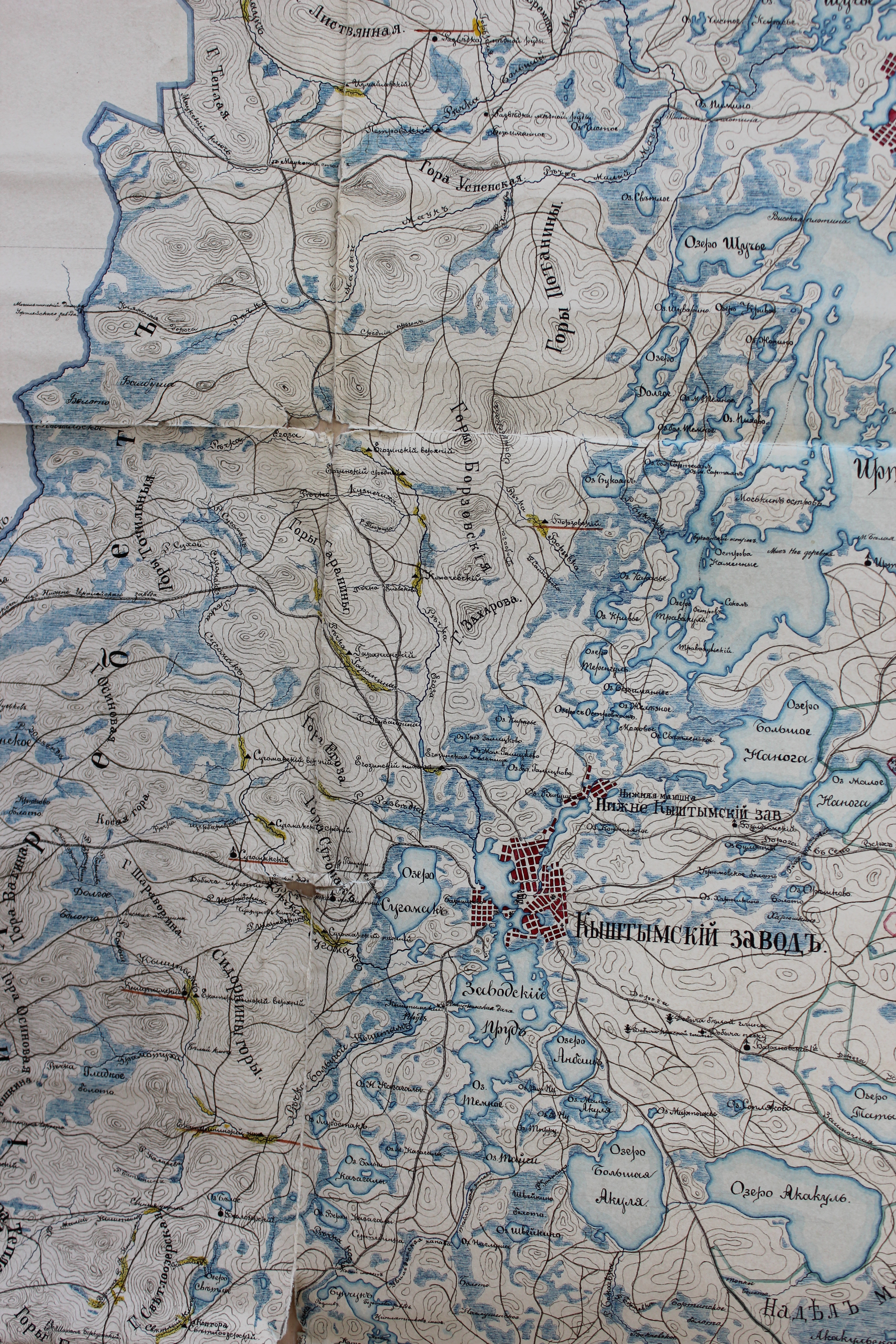
Карта начала XX века

До Октябрьской революции территория нынешнего городского округа входила в Кыштымскую волость Екатеринбургского уезда Пермской губернии. В 1924 году возник Кыштымский район в составе Свердловского округа Уральской области. В 1930 году район был упразднён, входившие в его состав сельсоветы были переданы в соседние районы, а посёлки Кыштым и Карабаш перешли в областное подчинение, утверждённые ВЦИК РСФСР в 1932 году. В 1934 году после разделения Уральской области на Свердловскую и Челябинскую, 20 декабря 1934 года Кыштымский район был восстановлен в составе Челябинской области путём объединения территорий, подчинённых Кыштымскому и Карабашскому городским советам. 10 января 1945 года район был переименован в Кузнецкий, а города Кыштым и Карабаш выведены из его состава в областное подчинение. Центр района был перенесён в село Кузнецкое.
Современный статус и границы городского округа установлены Законом Челябинской области от 28 октября 2004 года № 294-ЗО «О статусе и границах Кыштымского городского округа». В 2011 году к нему был присоединён посёлок Акуля

## Население
По подсчётам, из 38975 человек постоянного населения городского округа, 36124 человек проживают в городе, а 2851 человек в сельской местности. 
| 2002    | 2005    | 2006    | 2007    | 2008    | 2009    | 2010    |
| ------- | ------- | ------- | ------- | ------- | ------- | ------- |
| 53 444  | ↘43 620 | ↘42 935 | ↘42 374 | ↘42 105 | ↗42 859 | ↘41 791 |
| 2011    | 2012    | 2013    | 2014    | 2015    | 2016    | 2017    |
| ↘41 745 | ↘41 525 | ↘41 362 | ↘41 198 | ↘40 720 | ↘40 534 | ↘40 150 |
| 2018    | 2019    | 2020    | 2021    | 2023    |         |         |
| ↘39 607 | ↘38 975 | ↘38 763 | ↘38 031 | ↘37 271 |         |         |

### Урбанизация
В городских условиях (город Кыштым) проживают 93 % населения городского округа.

##### Национальный состав
Русские (91,1 %), татары (3,1 %), башкиры (2,6 %).

## Экономика

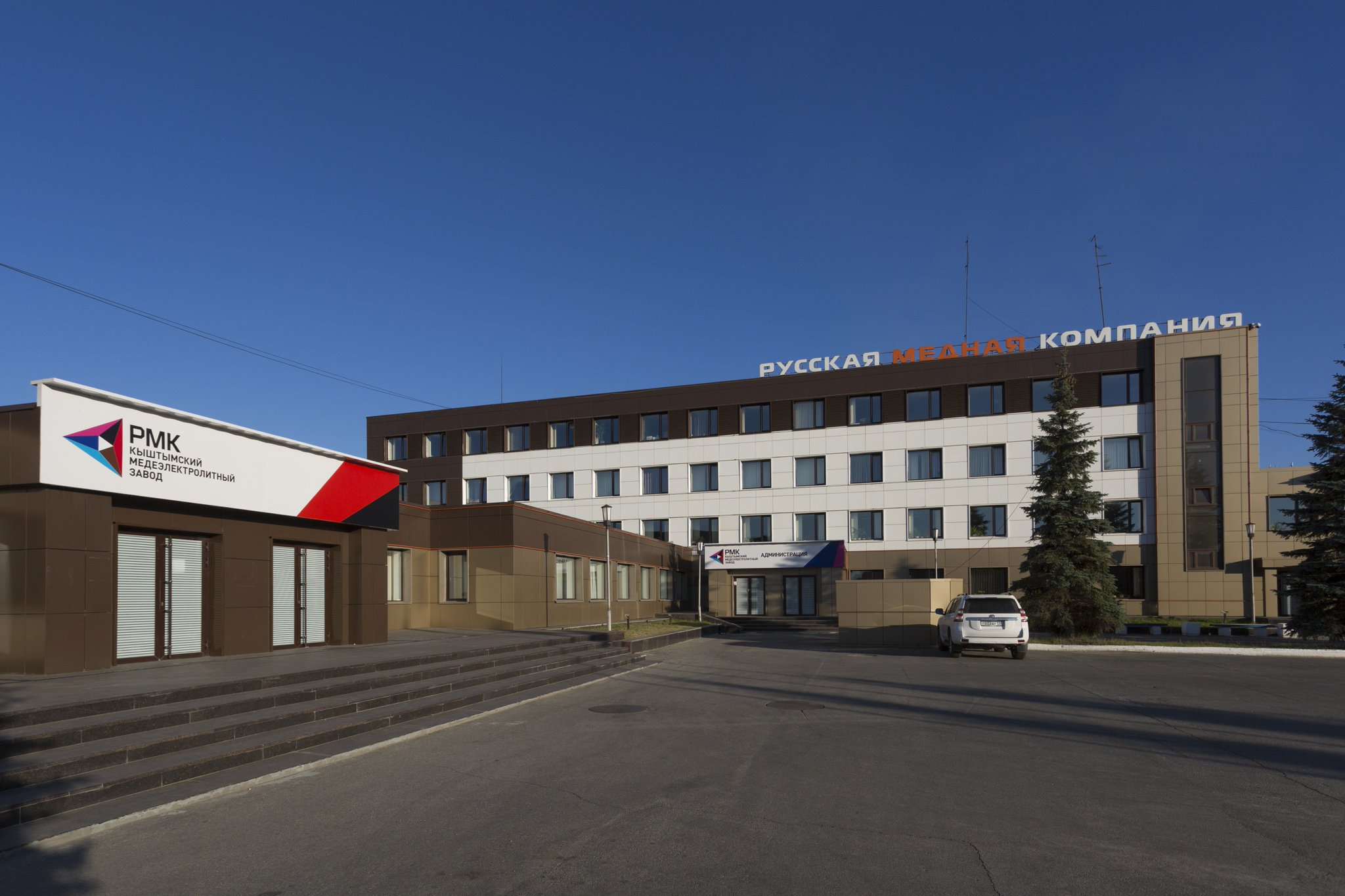
Кыштымский медеэлектролитный завод

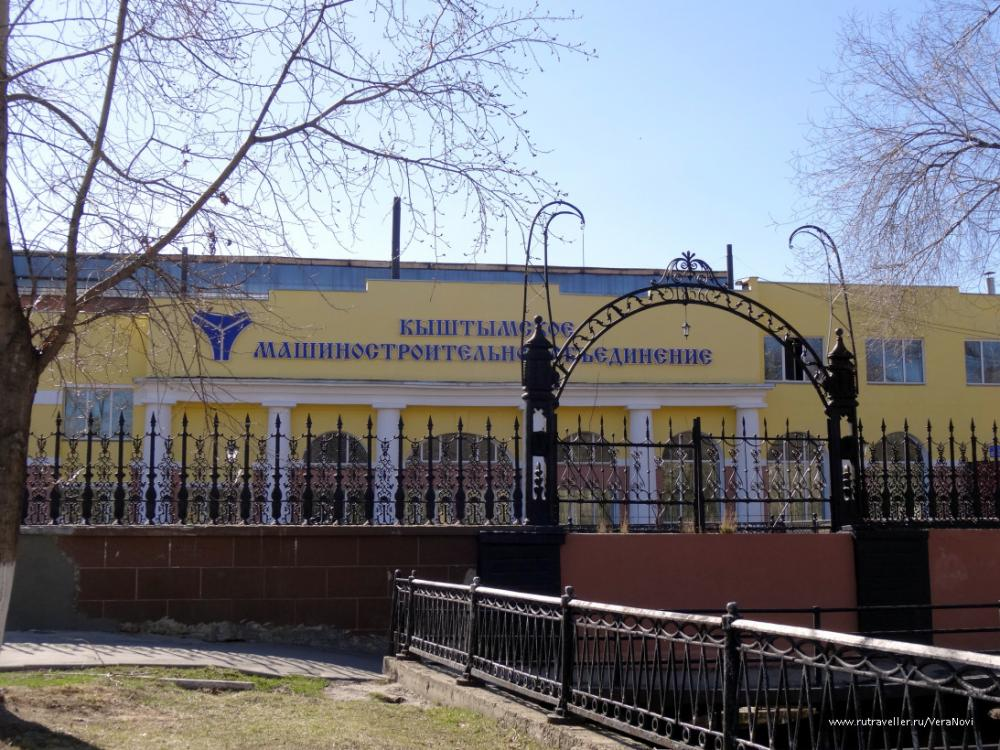
Кыштымский машиностроительный завод

Округ является монополистом в Челябинской области по добыче графитового сырья и гранулированного кварца. На его территории разведано 20 месторождений минерального сырья, промышленное значение, среди которых имеют: Кыштымское месторождение каолина, Тайгинское месторождение графита, Сугомакское месторождение известняков, Слюдяногорское месторождение мусковита, Кыштымское месторождение кварца гранулированного, Пугачёвское месторождение кварца жильного, Кыштымское месторождение амфиболитов, Анбашское месторождение гранита, Акакульское месторождение гончарных глин, Коноплянское месторождение торфа, имеются значительные запасы песка и камня.
В округе имеются практически все необходимые для его жизнедеятельности виды деятельности: развита цветная металлургия (производство меди), производство горношахтного оборудования, производство абразивных материалов, предприятия пищевой промышленности, транспорта, жилищно- хозяйства, учреждения образования, здравоохранения, социальной защиты, культуры, правоохранительные органы. Развивается малый бизнес. Слабо развито сельское хозяйство.

## Состав
В состав городского округа входят 13 населённых пунктов:
| №  | Населённый пункт | Тип населённого пункта            | Население |
| -- | ---------------- | --------------------------------- | --------- |
| 1  | Анбашская        | посёлок железнодорожной станции   | ↗56       |
| 2  | Белое Озеро      | посёлок                           | ↗11       |
| 3  | Большие Егусты   | посёлок                           | ↘79       |
| 4  | Канифольный      | посёлок                           | ↘16       |
| 5  | Косой Мост       | посёлок                           | ↘13       |
| 6  | Кувалжиха        | посёлок железнодорожного разъезда | ↘78       |
| 7  | Кыштым           | город, административный центр     | ↘35 325   |
| 8  | Рипус            | посёлок остановочного пункта      | ↘3        |
| 9  | Северный         | посёлок                           | ↗311      |
| 10 | Слюдорудник      | посёлок                           | ↘398      |
| 11 | Тайгинка         | посёлок                           | ↗1452     |
| 12 | Увильды          | посёлок                           | ↘385      |
| 13 | Южная Кузнечиха  | посёлок                           | ↗47       |

## Достопримечательности

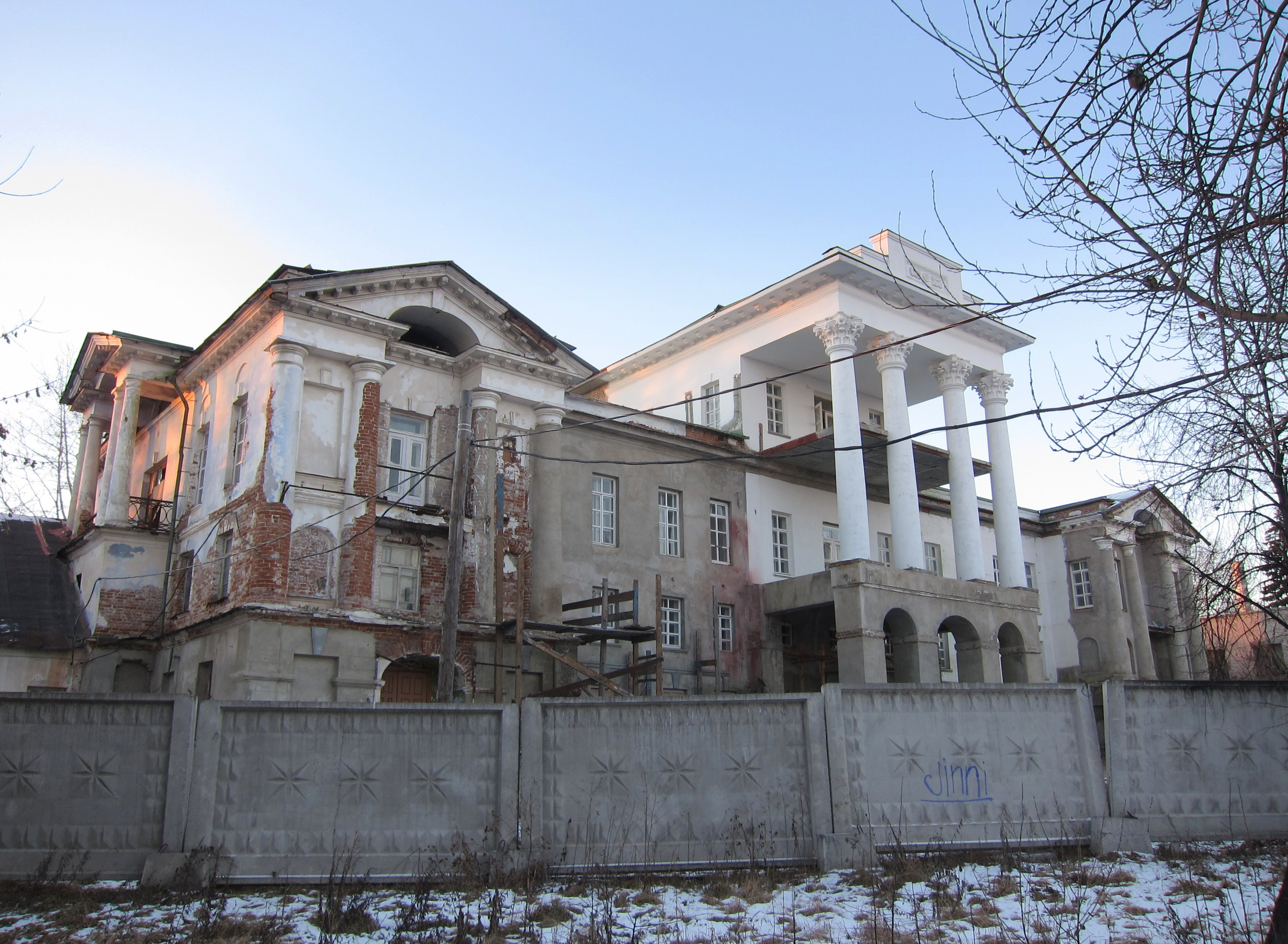
Усадьба «Белый дом»

На территории городского округа расположено более 40 памятников истории и культуры, в том числе один федерального значения, семь областного значения, 41 местного значения. Значимыми являются усадьба «Белый дом», сооружённая легендарным Никитой Никитичем Демидовым, гора Егоза с одноимённым горнолыжным центром, Чёртов зуб, Тайгинский карьер, «Уральское Бали» озеро Сугомак, Кыштымские храмы, Сугомакская пещера и другие.